# Copa Mohamed V 1976
La Copa Mohamed V 1976 fue la decimotercera edición del Trofeo Mohamed V. La competición de clubes se disputó en Casablanca, Marruecos. La disputaron 3 clubes invitados de la UEFA, y el Wydad Casablanca, campeón de la liga marroquí. La copa fue ganada por el Anderlecht, que venció en la final por 2 a 1 al OGC Niza.

## Equipos participantes
En cursiva los debutantes.
| Confederación | País                     | Equipo                                 | Vía de clasificación                                  |
| ------------- | ------------------------ | -------------------------------------- | ----------------------------------------------------- |
| CAF           | Marruecos (Organizador)  | Wydad Casablanca                       | Campeón de la Campeonato Nacional de Fútbol (1975/76) |
| UEFA          | Bélgica Francia Portugal | Anderlecht OGC Niza Sporting de Lisboa | Invitados                                             |

## Desarrollo
|  | Semifinales        | Semifinales |          |            | Final | Final |  |
|  |                    |             |          |            |       |       |  |
|  |                    |             |          |            |       |       |  |
|  | Wydad Casablanca   | 1           |          |            |       |       |  |
|  | Wydad Casablanca   | 1           |          |            |       |       |  |
|  | Anderlecht         | 4           |          |            |       |       |  |
|  | Anderlecht         | 4           |          | Anderlecht | 2     |       |  |
|  |                    |             |          | Anderlecht | 2     |       |  |
|  |                    |             | OGC Niza | 1          |       |       |  |
|  | OGC Niza           | 2           | OGC Niza | 1          |       |       |  |
|  | OGC Niza           | 2           |          |            |       |       |  |
|  | Sporting de Lisboa | 0           |          |            |       |       |  |
|  | Sporting de Lisboa | 0           |          |            |       |       |  |
|  |                    |             |          |            |       |       |  |

### Semifinales
| 21 de agosto de 1976 | Wydad Casablanca | 1:4 (1:1) | Anderlecht                                                         | Mohammed V, Casablanca |  |
|                      | - Abouali 16'    |           | - Ressel 3' - Vercauteren 50' - Van der Elst 60' - Rensenbrink 69' |                        |  |

| 21 de agosto de 1976 | OGC Niza       | 2:0 (1:0) | Sporting de Lisboa | Mohammed V, Casablanca |  |
|                      | - Toko 12' 50' |           |                    |                        |  |

### Final
| 22 de agosto de 1976 | Anderlecht                    | 2:1 (0:0) | OGC Niza       | Mohammed V, Casablanca |  |
|                      | - Haan 45' - Van der Elst 85' |           | - Bjeković 65' |                        |  |

| Bandera de Bélgica           |
| Campeón Anderlecht 1° título |

## Goleadores
| Jugador      | Equipo           | Goles |
| ------------ | ---------------- | ----- |
| Van der Elst | Anderlecht       | 2     |
| Toko         | OGC Niza         | 2     |
| Abouali      | Wydad Casablanca | 1     |
| Bjeković     | OGC Niza         | 1     |
| Haan         | Anderlecht       | 1     |
| Ressel       | Anderlecht       | 1     |
| Vercauteren  | Anderlecht       | 1     |
| Rensenbrink  | Anderlecht       | 1     |

## Estadísticas
| Pos. | Equipo             | Pts | PJ | PG | PE | PP | GF | GC | Dif. | Rend. |
| ---- | ------------------ | --- | -- | -- | -- | -- | -- | -- | ---- | ----- |
| 1    | Anderlecht         | 4   | 2  | 2  | 0  | 0  | 6  | 2  | 4    | 100%  |
| 2    | OGC Niza           | 2   | 2  | 1  | 0  | 1  | 3  | 2  | 1    | 50%   |
| 3    | Sporting de Lisboa | 0   | 1  | 0  | 0  | 1  | 0  | 2  | -2   | 0%    |
| 4    | Wydad Casablanca   | 0   | 1  | 0  | 0  | 1  | 1  | 4  | -3   | 0%    |